# Armígero
Na heráldica, um armígero é uma pessoa (quer física, quer jurídica) que recebe autorização para utilizar uma conquista heráldica (por exemplo, portar brasão, um "portador de armas") por direito hereditário, concessão, matrícula ou assunção de armas. Diz-se que tal pessoa é armígera; uma família ou um clã também.

## Etimologia
A palavra latina armiger, em sua literalidade, significa "portador de armas". Na Inglaterra medieval alta e tardia, a palavra se referia a um escudeiro que servia a um cavaleiro (escudeiro), mas portando seu próprio brasão exclusivo.

## Período moderno
Atualmente, o termo armiger é bem definido apenas em jurisdições como Canadá, República da Irlanda, Quênia, África do Sul, Malta, Espanha e Reino Unido, onde a heráldica é regulamentada pelo estado ou por um órgão heráldico, como o Colégio de Armas ("College of Arms"), o Chief Herald of Canada, o Court of the Lord Lyon ou o Office of the Chief Herald of Ireland. Uma pessoa que comprove possuir direito a um brasão, apresentando ser descendente (e geralmente agnática ) de uma pessoa com direito a portar uma conquista heráldica, ou em razão de uma concessão de armas a si mesma poderá valer-se de um brasão perante aquelas autoridades.  Não basta, portanto, possuir o mesmo sobrenome que algum antigo portador do brasão.
O uso de uma conquista heráldica geralmente é regido por restrições legais; essas restrições são independentes do status de direitos autorais e da representação do brasão. Um brasão representa seu dono. Embora possa ser livremente representado, não pode ser apropriado ou usado de forma a criar confusão ou preconceito ao seu proprietário.
Já nos Países Baixos, a nobreza é regulada por lei, mas a heráldica, não. Na Suécia e na Finlândia a nobreza tem, desde 1762, a prerrogativa de usar um capacete aberto, enquanto outros usam um capacete fechado.
Na nobreza espanhola, armígero era uma patente baixa e específica à qual um certo grupo de nobres sem título tinha direito. Na heráldica moderna, o termo blasonado também é usado.
Já no Brasil, em que desde 1889 é uma república, deixou-se de haver regulamentação para concessão ou utilização de brasões, muito embora haja quem contrate serviços de famosos heraldistas brasileiros, os quais seguem as regras já estabelecidas pela heráldica, tomando por referência, especialmente, o Reino Unido.